# Realmonte
Realmonte es una comuna siciliana, en la provincia de Agrigento.

## Evolución demográfica
| Gráfica de evolución demográfica de Realmonte entre 1861 y 2001 |
|                                                                 |
| Fuente ISTAT - elaboración gráfica de Wikipedia                 |

- Datos: Q432498
- Multimedia: Realmonte / Q432498

1. ↑  Worldpostalcodes.org, código postal n.º 92010.
2. ↑  «Codici Catastali». Comuni-italiani.it (en italiano). Consultado el 29 de abril de 2017.